# Jowberīz
Jowberīz (persiska: جوبريز) är en ort i Iran.   Den ligger i provinsen Kohgiluyeh och Buyer Ahmad, i den centrala delen av landet, 500 km söder om huvudstaden Teheran. Jowberīz ligger 2 145 meter över havet och antalet invånare är 597.
Terrängen runt Jowberīz är kuperad.Runt Jowberīz är det ganska tätbefolkat, med 75 invånare per kvadratkilometer. Närmaste större samhälle är Mārgown, 6,2 km sydost om Jowberīz. Omgivningarna runt Jowberīz är i huvudsak ett öppet busklandskap.